# Jean-Hilaire Aubame
Vous lisez un « bon article » labellisé en 2008.
Jean-Hilaire Aubame (10 novembre 1912 à Libreville – 16 août 1989 à Libreville) est un homme d'État gabonais.
Membre de la France libre et collaborateur du gouverneur général de l’Afrique-Équatoriale française (AEF), Félix Éboué, Aubame est élu en 1946 député du Gabon à l’Assemblée nationale française. Il se consacre alors tout entièrement à la recherche de solutions concernant les problèmes des populations africaines.
Lors de l’indépendance du Gabon, en démocrate convaincu, Aubame prône l'instauration d’un régime parlementaire face au chef de l'État Léon Mba, tenant d’un régime présidentiel fort. Ce dernier l’emporte finalement et se laisse entraîner dans une dérive dictatoriale. Malgré son rôle de chef de l’opposition, Aubame accepte de devenir ministre des Affaires étrangères en 1961. Mais en 1963, Mba, qui n’a plus besoin de lui, décide de l’éliminer. Porté au pouvoir en 1964 par un putsch qu'il n’a pas souhaité, Aubame devient l'éphémère chef d'un gouvernement provisoire que les Français s'empressent de renverser militairement afin de rétablir Mba.

## Sous l'ordre colonial

### Jeunesse et résistance
Jean-Hilaire Aubame est d'origine fang. À l’âge de huit ans, il perd son père puis, à onze ans, sa mère. Orphelin, il est accueilli à l'école catholique de Donguila où il rencontre en 1926, un an avant de quitter la mission, l’abbé Jean Obame, demi-frère aîné de Léon Mba. Après avoir accompli sa scolarité dans des missions catholiques, Donguila et le Séminaire St-Jean, il entre dans l'administration des douanes le 24 mars 1931. D’abord nommé à Libreville en 1931, il est muté en 1935 à Bangui puis prend en 1936 la direction des douanes de Brazzaville. Cette année-là, il cofonde la Mutuelle gabonaise avec le frère de l'homme politique gabonais Louis Bigmann.
À la suite de l'Appel du 18 juin 1940, il rejoint la France libre et est envoyé en mission au Gabon afin de rallier les populations au général de Gaulle. À Libreville, il rencontre le gouverneur-général de l’AEF Félix Éboué qui l’intègre le 23 février 1943 à son administration. D'autre part, le 1er janvier 1944, Aubame est élu président de la commission municipale de Poto-Poto à Brazzaville, poste qu'il occupe jusqu'au 10 novembre 1946. Après la mort d'Eboué en mars 1944, Aubame travaille comme conseiller auprès du nouveau gouverneur-général André Bayardelle et de son secrétaire André Soucadaux. Ces derniers l'encouragent à se présenter aux élections législatives, ouvertes désormais aux autochtones. Il retourne donc au Gabon faire campagne, où il reçoit le soutien de l'administration et des missionnaires.

### Le député du Gabon

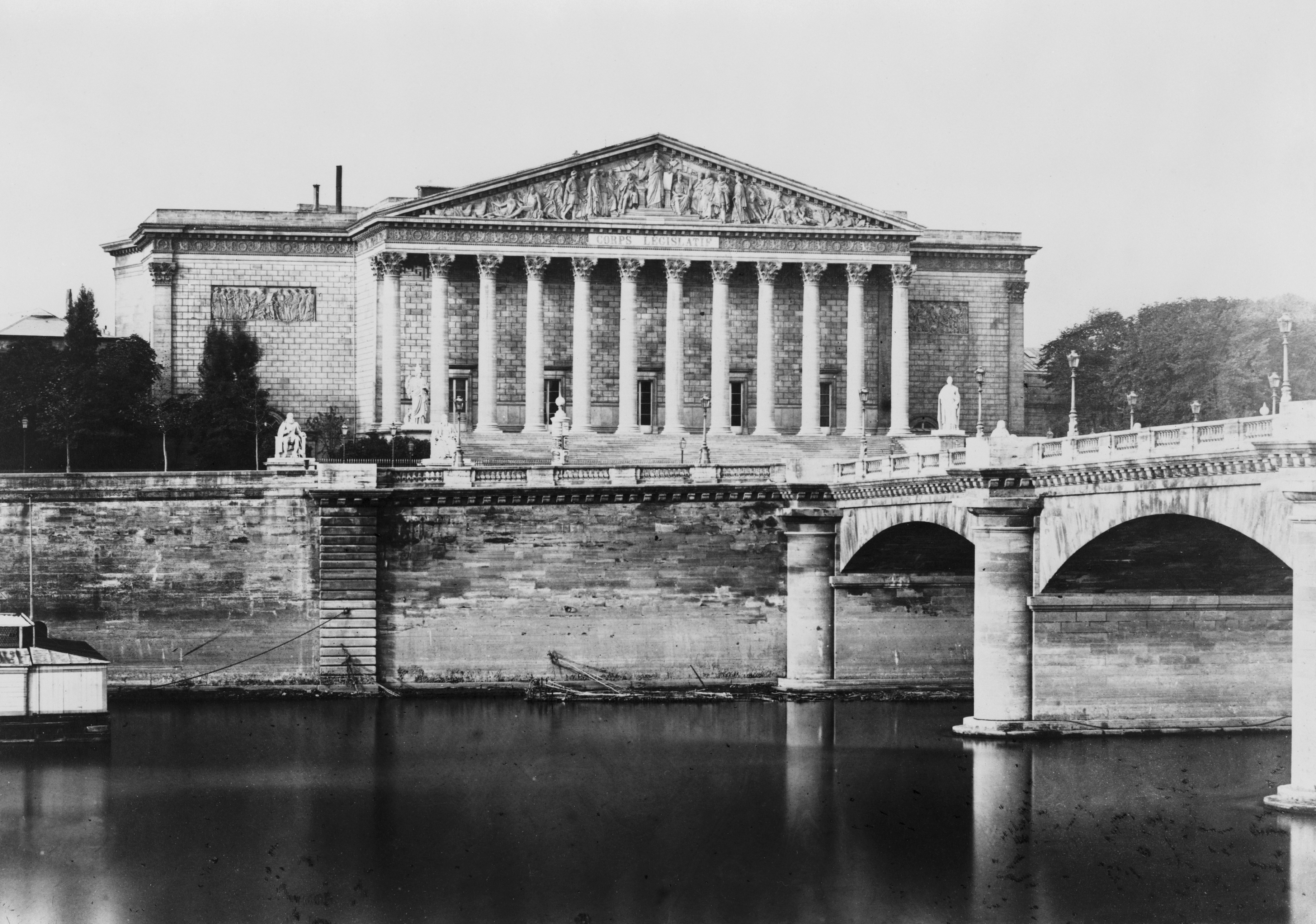
Le Palais Bourbon

La circonscription où il se présente, rassemble alors le Gabon et le Moyen-Congo. Malgré ses importants appuis, Aubame est défait par le Congolais Jean Félix-Tchicaya qui le bat lors des élections constituantes de 1945 puis 1946. À l'occasion des élections législatives du 10 novembre 1946, le Gabon devient une circonscription à part entière pour le collège des autochtones. Aubame est élu député sous l’étiquette de la SFIO avec 7 069 voix sur 12 528 suffrages exprimés.
Au Palais Bourbon, le nouveau député s’investit tout particulièrement dans les questions concernant l’Afrique. Nommé en 1949 à la Commission des territoires d'outremer, il dépose plusieurs propositions de loi concernant l'institution d'un code du travail pour les territoires français d'Afrique, ainsi que sur le régime des communes en Afrique-Équatoriale française. De 1953 à 1955, il devient vice-président de cette Commission. Il propose une loi visant à augmenter la représentation des territoires d'outremer et des territoires associés au Conseil économique. Défenseur du concept de « République française fédérale », entité au sein de laquelle la République française aurait été sur un pied d'égalité avec ses territoires d'outre-mer devenus des républiques, il se prononce le 12 mars 1956 pour les pouvoirs spéciaux en Algérie. Par ailleurs, Aubame est également très actif à la Commission de la marine marchande et des pêches dont il assure à de nombreuses reprises le secrétariat.
Siégeant au départ avec les socialistes, il les quitte pour rejoindre le groupe parlementaire des Indépendants d'outremer animé par le Sénégalais Léopold Sédar Senghor. Ainsi, le 17 juin 1951, Aubame est réélu en tant que candidat indépendant avec 17 329 voix sur 29 203 suffrages exprimés, puis de nouveau le 2 janvier 1956 avec 26 712 voix sur 57 031. Il devient un temps vice-président puis président de son groupe parlementaire le 4 mai 1955. Durant tous ces mandats, Aubame vit à Paris mais retourne régulièrement au Gabon.

### La course au pouvoir
Bien que député en France, Jean-Hilaire Aubame continue à s’intéresser à la vie politique locale de son pays. En 1947, il fonde son propre parti, l’Union démocratique et sociale gabonaise (UDSG). Assez rapidement, la vie politique du Gabon est menée entre Aubame, soutenu par les Missions et l’administration, et Léon Mba, soutenu par les colons .
En 1952, il est élu conseiller à l'Assemblée territoriale pour la province de Woleu-Ntem, considérée comme son bastion. Réélu en mars 1957, son parti arrive premier avec 18 sièges sur 40 devant le Bloc démocratique gabonais (BDG) de Mba qui n’en reçoit que 16 . Mais à la suite de retournements douteux, le parti de Mba obtient 21 sièges contre 19 pour celui d’Aubame . Faute de majorité absolue, les deux partis sont contraints de présenter le 21 mai 1957 une liste commune pour l’élection du gouvernement qui se fait au détriment d’Aubame . Le même jour, Léon Mba est nommé vice-président du Conseil du gouvernement . Rapidement, des dissensions apparaissent au sein du gouvernement, qui poussent Aubame à faire démissionner ses partisans du gouvernement et à déposer une motion de censure contre le gouvernement . La motion est repoussée par 21 voix contre 19 . Face à cette victoire de Mba, de nombreux élus UDSG passent dans la majorité parlementaire, donnant au gouvernement 29 députés sur 40 .
Bien que n’ayant pas pris part, en tant que député en France, au vote du 1er juin 1958, qui accorde la confiance au général de Gaulle sur son programme et sa politique, il appelle à voter « oui » au référendum sur la Communauté franco-africaine du 28 septembre 1958.

## L'indépendance et l'opposition

### Le chef de l’opposition
Le parti d’Aubame, minoritaire à l’Assemblée, espère rebondir grâce aux élections du 19 juin 1960 des 28 « conseils de district ».  Ces nouvelles institutions représentatives, qui n'ont vocation qu'à discuter des affaires économiques et sociales du district, représentent un véritable test politique pour Aubame. Mais alors que les élections devaient être organisées au scrutin de liste majoritaire à un tour, Mba effectue un découpage des circonscriptions qui permet à son parti de s’octroyer arbitrairement 244 sièges détenant la majorité dans 23 conseils. L’UDSG doit quant à lui se contenter de 77 sièges.
L’indépendance du Gabon est proclamée le 17 août 1960. Rapidement, la majorité gouvernementale est en proie à des dissensions interne ; une querelle oppose le président de l’Assemblée nationale Gondjout, favorable à un régime parlementaire, à Mba tenant d’un régime présidentiel. Au lieu de tirer profit de cette situation, Aubame tente de réconcilier les deux adversaires. Le 4 novembre 1960, une constitution de type parlementaire est finalement adoptée. Le chef de l’État gabonais s’empresse de la transgresser le 9 novembre puis, le 16, fait arrêter Gondjout et ses alliés, ce malgré leur immunité parlementaire. Le lendemain, l’Assemblée est dissoute. Ces événements entament sérieusement la popularité de Mba. Il se tourne vers le chef de l’opposition pour renforcer sa position.
Alors que la position de Mba est affaiblie, Jean-Hilaire Aubame fait preuve d’un laxisme déconcertant. Il accepte pour les élections législatives du 12 février 1961, de former avec Mba des listes d’union nationale dans lesquelles son parti ne reçoit que 30 % des sièges. Par ailleurs, sa candidature est transposée dans l’Ogooué-Maritime où il n’est pas très populaire, au lieu de son bastion de Woleu-Ntem. Il renonce également à la présidence du Gabon en faveur de Léon Mba qui est élu en candidat unique. Enfin, le 21 février 1961, il laisse adopter une nouvelle constitution accordant pratiquement tous les pouvoirs au président de la République, alors qu'il souhaitait l'instauration d'un régime parlementaire<. Pour le remercier pour son aide, il est nommé ministre des Affaires étrangères.
La rupture entre les deux hommes arrive finalement lorsque le chef de l’État le prie de saborder son parti afin d'instituer le monopartisme au profit du BDG. Aubame refuse. En réaction, le 19 février 1963, tous les ministres UDSG sont démis, à l’exception de François Meye qui se rallie à Mba. Dans un but tactique, Jean-Hilaire Aubame est nommé le 25 février président de la Cour suprême<. Par la suite, prétextant d’une incompatibilité de fonctions avec celles de parlementaire, Mba réclame sa démission de l’Assemblée Aubame résout le problème en démissionnant de son poste de président de la Cour suprême, contrariant ainsi les plans de Mba. Peu de temps après, le 21 janvier 1964, Mba dissout l’Assemblée nationale, bien qu’elle lui soit acquise à 70 %. Aubame annonce dès lors son refus de participer au futur scrutin qu’il ne considère pas comme égal.

### Le coup d’État de 1964

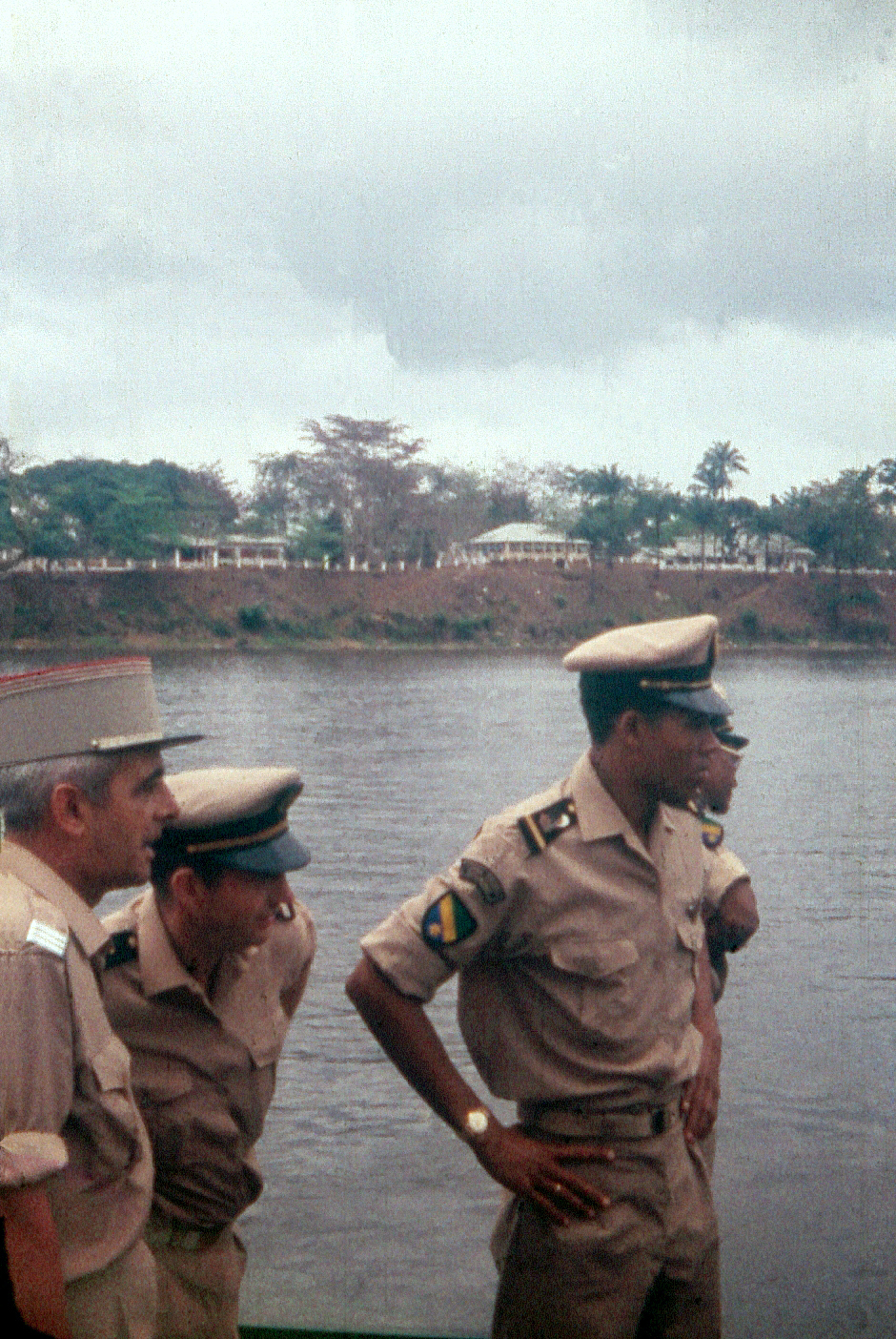
Officiers français et gabonais en 1959.

Dans la nuit du 17 au 18 février 1964, aux environs de cinq heures du matin, 150 militaires gabonais dirigés par les lieutenants Jacques Mombo et Valère Essone, arrêtent le président Léon Mba, le président de l’Assemblée nationale Louis Bigman, et plusieurs ministres. Par la radio, les militaires annoncent au peuple gabonais le coup d’État et demandent à l’assistance technique française de ne pas s’immiscer dans l’affaire. Léon Mba est obligé de prononcer une allocution radiodiffusée où il annonce sa démission :
« Le jour J est arrivé, les injustices ont dépassé la mesure, ce peuple est patient, mais sa patience a des limites… il est arrivé à bout. »
Durant ces évènements, aucun coup de feu n’est tiré<. Le peuple ne réagit pas, signe selon les militaires de l’approbation du putsch. Jean-Hilaire Aubame se voit offrir la présidence du gouvernement provisoire. Il n’est composé que de personnalités politiques civiles, provenant aussi bien de l’UDSG que du BDG comme Paul Gondjout. Quant aux putschistes, ils se contentent d’assurer la sécurité civile. D’ailleurs, toute la petite armée gabonaise n’est pas intervenue dans le coup d’État ; encadrée en majorité par des officiers français, elle est restée dans ses casernes.
Des instructions sont données pour que Léon Mba soit transféré à Ndjolé, fief électoral de Aubame. Mais du fait de violentes pluies, le président déchu est amené à Lambaréné, à 250 kilomètres de Libreville. Jean-Hilaire Aubame, nouveau chef du gouvernement, prend rapidement contact avec l’ambassadeur français, Paul Cousseran, afin de lui assurer que les biens des ressortissants étrangers seront protégés et éviter ainsi toute intervention militaire.
Mais à Paris, le général de Gaulle et Jacques Foccart en ont décidé autrement. En effet, Mba était un des plus fidèles alliés de la France en Afrique ; sous son régime, les Européens jouissaient d’un traitement particulièrement amical<. Les autorités françaises décident donc, en conformité avec des accords franco-gabonais signés, de rétablir le gouvernement légal. Toutefois, l’intervention ne peut être déclenchée sans une requête officielle du chef d'État gabonais. Léon Mba étant constitutionnellement « empêché », les Français font appel au vice-président gabonais, Paul Marie Yembit, qui n’avait pas été arrêté. Mais celui-ci reste introuvable ; il est donc décidé de rédiger une lettre antidatée que Yembit signerait plus tard. Ainsi, dans la nuit du 18 au 19, les troupes françaises de Dakar et Brazzaville débarquent à Libreville et rétablissent Mba au pouvoir . Les combats ont fait un mort du côté français, et 15 à 25 du côté gabonais .

### Le procès de Lambaréné
Réinstallé au pouvoir, Léon Mba refuse de considérer que le coup d’État était dirigé contre lui et son régime. Pour lui, il s’agissait d’un complot contre l’État. Rapidement pourtant, des manifestations anti-gouvernementales ont lieu avec des slogans comme « Léon Mba, président des Français ! » ou réclamant la fin de la « dictature »<. Elles se solidarisent avec Aubame lorsque le 23 mars, il est inculpé pour sa participation au coup d'État.
Le 25 août 1964 débute son procès à Lambaréné. Lors des audiences, Aubame nie toute participation aux évènements, si ce n’est d’avoir constitué un gouvernement provisoire. Mais là encore, il s’en défend en affirmant avoir respecté la conformité des institutions au vu de la « démission volontaire » de Léon Mba. Il affirme ensuite avoir été mis au courant du putsch par l’ambassadeur de France au Gabon, Paul Cousseran. Ce dernier lui aurait alors demandé de s’entretenir avec les membres de la rébellion. Enfin, il condamne l’intervention française, déclarant notamment :
« Les enfants du Gabon n’oublieront jamais que, pour des raisons inavouables, une poignée de Français ont détruit en un jour une amitié tissée en 125 ans, en préférant l’amitié d’un homme à celle d’un peuple… Cette intervention est une immixtion intolérable dans les affaires intérieures du Gabon, une agression caractérisée… »
Accusé d’avoir organisé des réunions subversives avant le coup d’État, présenté comme le « mauvais génie » des autres accusés, Jean-Hilaire Aubame est condamné à l’issue de ce procès à 10 ans de travaux forcés et 10 ans d’interdiction de séjour. Il tente alors avec les autres condamnés du procès un recours contre la validité de la Cour de sûreté de l’État (qui avait été constituée par le président Mba) mais en vain. Incarcéré, Aubame est battu quasi quotidiennement par ses geôliers.

### Dernières années
En 1972, Omar Bongo (le successeur de Léon Mba à la présidence) le libère. Aubame s’exile alors à Paris. Autorisé à rentrer au Gabon, il se rend en 1981 à Libreville où Bongo l’accueille et le nomme « conseiller spécial » à titre honorifique. Bien que n’étant pas partisan du parti d'opposition clandestin MORENA, sa maison est victime le 12 décembre 1984 d’un attentat perpétré par des extrémistes pro-gouvernementaux. Aubame et sa famille en réchappent de peu. Il décède finalement à Libreville, le 16 août 1989.

## Décorations, honneurs et distinctions reçus
- Médaillé de la Résistance[1]
- Commandeur de la Légion d'honneur[1]
- Titulaire de l’Étoile équatoriale (Gabon)[1]
- Titulaire de l’Étoile africaine (Libéria)[1]
- Titulaire de l’Ordre libérien de la Rédemption africaine[1]
- Titulaire de l'Ordre national du Mérite du Niger[1]
- Titulaire de l'Ordre national du Mérite centrafricain[1]
- Titulaire de l'Ordre national du Mérite de Côte-d'Ivoire[1]
- Titulaire de l'Ordre national du Tchad[1]
- Titulaire de l’Étoile noire du Bénin[1]